# ヤマトシジミ属
ヤマトシジミ属（ヤマトシジミぞく、Pseudozizeeria）は、シジミチョウ科ヒメシジミ亜科ヒメシジミ族を分類する属の1つである。

この属は単型であり、東洋区と旧北区に見られるヤマトシジミ(Pseudozizeeria maha)1種のみで構成されている。

## 分類
ヤマトシジミ属に分類される種
和名はShiraiwa 1996-2021による。
- Pseudozizeeria maha (Kollar, [1844]) ヤマトシジミ